# Arabové v Brazílii

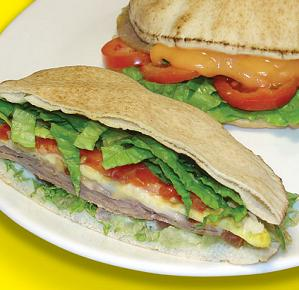
Beirute, arabsko-brazilský sandwich.

Arabové tvoří v Brazílii menšinu, která čítá okolo 12 000 000 osob (asi 6,5 % populace). Její příslušníci se hlásí ke křesťanství i islámu.
Císař Petr II. Brazilský po své návštěvě Levanty v roce 1880 zahájil projekt osidlování své země přistěhovalci z Osmanské říše, zejména z Libanonu, částečně také Sýrie a Palestiny. Většinu příchozích tvořili Arabští křesťané, jejichž motivem byla chudoba i náboženské pronásledování. Usadili se převážně ve státě São Paulo, zabývali se nejčastěji provozováním kaváren či drobných obchodů, část se vydala do Amazonie, která na konci 19. století bohatla díky kaučuku. Většina z nich se rychle integrovala do brazilské společnosti, časté byly smíšené sňatky, potomci imigrantů zpravidla hovoří portugalsky lépe než arabsky. Jejich vliv se projevuje v brazilské hudbě, v jazyce (například výraz pro hlávkový salát alface) i v kuchyni: v Brazílii jsou populární pokrmy jako sfiha, hummus, kibbeh nebo tzv. bejrútský sendvič. Existuje Arabskobrazilská obchodní komora, udržující kontakty se státy Blízkého východu. V Brazílii žije podle odhadů okolo sedmi milionů lidí libanonského původu, dvakrát více než v mateřské zemi.

## Brazilci arabského původu
- Michel Temer — politik
- Gilberto Kassab — politik
- Mário Zagallo — fotbalista
- Milton Hatoum — spisovatel
- Edmond Safra — bankéř
- Nanda Costa — herečka
- Carlos Ghosn — manažer
- Tony Kanaan — automobilový závodník
- Felipe Nasr — automobilový závodník
- Daniella Sarahyba — modelka